# امینه غریب
آمینه غریب (انگلیسی: Ameenah Gurib؛ زادهٔ ۱۷ اکتبر ۱۹۵۹) یک سیاست‌مدار اهل موریس و رئیس‌جمهور کنونی این کشور است.
وی همچنین برنده جوایزی همچون لژیون دونور (افسر بزرگ) شده‌است.